# Carl Jonas Pfeiffer
Carl Jonas Pfeiffer, auch Karl, (* 7. Februar 1779 in Kassel; † 1836) war ein deutscher Malakologe und Bankier in Kassel.

## Leben
Sein Vater war der Konsistorialrat und Professor der Theologie in Marburg Johann Jakob Pfeiffer. Bis zum Alter von 14 Jahren ging er in Marburg zur Schule und wurde dann Kaufmannslehrling in Kassel und Frankfurt am Main. 1800 studierte er kurz in Marburg (Philosophie, Logik, Geschichte, Handelswissenschaft, moderne Sprachen). 1803 gründete er die Tabakfabrik Gebr. Pfeiffer mit seinem jüngeren Bruder in Hanau. 1818, als Hanau vom übrigen Hessen getrennt wurde, verlegten sie den Firmensitz nach Kassel und begannen dort auch im Bankgeschäft tätig zu werden (Wechsel).
Ab 1816 begann er Conchylien in der Umgebung von Hanau und später in Hessen zu sammeln, wobei er vom Malakologen Gottfried Gärtner beraten wurde. 1821 bis 1829 veröffentlichte er die Naturgeschichte deutscher Land- und Süßwassermollusken in drei Teilen.
1808 heiratete er die Professorentochter Marie Louise Theodore Merrem, mit der er drei Kinder hatte. Sein Sohn Louis Pfeiffer war der eigentliche Begründer des Bankhaus L. Pfeiffer.